# Kreis Usedom-Wollin

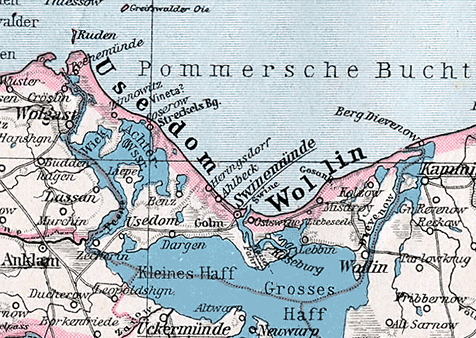
Das Kreisgebiet 1905

Der Kreis Usedom-Wollin war ein preußischer Landkreis in Vorpommern, der die beiden Inseln Usedom und Wollin umfasste und bis 1945 bestand. Von 1945 bis 1952 bildete der nach dem Zweiten Weltkrieg bei Deutschland verbliebene Teil des Kreises den Landkreis Usedom, dessen Gebiet heute zum Landkreis Vorpommern-Greifswald in Mecklenburg-Vorpommern gehört. Der Ostteil des ehemaligen Kreises wurde nach dem Zweiten Weltkrieg von der sowjetischen Besatzungsmacht unter polnische Verwaltung gestellt und enthält heute die Stadt Świnoujście (Swinemünde) sowie einen Teil des Powiats Kamieński in der polnischen Woiwodschaft Westpommern.

## Verwaltungsgeschichte

### Preußen
Altvorpommern, das 1720 an Preußen gefallen war, war im 18. Jahrhundert in die fünf Kreise Anklam, Demmin, Randow, Usedom und Wollin gegliedert. Die Kreise Usedom und Wollin besaßen einen gemeinsamen Landrat und wurden in manchen Darstellungen auch als ein Kreis angesehen. Der Kreis Usedom umfasste die Insel Usedom, zu der damals auch das erst später zur Insel gewordene Caseburg gehörte, und der Kreis Wollin die Insel Wollin.
Bei der Kreisreform von 1818 im Regierungsbezirk Stettin wurde ein gemeinsamer Kreis Usedom-Wollin mit der Kreisstadt Swinemünde endgültig festgeschrieben.
Seit dem 1. Juli 1867 gehörte der Kreis zum Norddeutschen Bund und seit dem 1. Januar 1871 zum Deutschen Reich. Der Kreis umfasste 1871 die drei Städte Swinemünde, Usedom und Wollin, 89 Landgemeinden und 38 Gutsbezirke.
Zum 30. September 1928 fand im Kreis Usedom-Wollin wie im übrigen Preußen eine Gebietsreform statt, bei der die meisten Gutsbezirke aufgelöst und benachbarten Landgemeinden zugeteilt wurden.

### Sowjetische Besatzungszone / DDR
Im Frühjahr 1945 wurde das Kreisgebiet durch die Rote Armee besetzt. Nach Kriegsende wurden die gesamte Insel Wollin sowie von der Insel Usedom die Stadt Swinemünde und die Gemeinde Kaseburg seitens der sowjetischen Besatzungsmacht der Volksrepublik Polen zur Verwaltung unterstellt. Der verbliebene Teil des Kreises wurde als Landkreis Usedom der Sowjetischen Besatzungszone angegliedert und gehörte ab 1949 zur DDR. Die Kreisverwaltung befand sich von Oktober 1945 bis März 1946 in Bansin, anschließend bis zur Auflösung des Landkreises in Ahlbeck.
Der Landkreis Usedom wurde am 25. Juli 1952 im Rahmen der Verwaltungsreform in der DDR aufgelöst. Sein Gebiet bildete zusammen mit Teilen der Landkreise Anklam und Wolgast den Kreis Wolgast, der dem Bezirk Rostock zugeordnet wurde. Seit 1994 gehörte das frühere Kreisgebiet zum Landkreis Ostvorpommern und seit 2011 gehört es zum Landkreis Vorpommern-Greifswald.

## Einwohnerentwicklung
| Jahr | Einwohner | Quelle |
| ---- | --------- | ------ |
| 1797 | 16.397 1  | [ 10 ] |
| 1846 | 31.032    | [ 11 ] |
| 1871 | 42.593    | [ 7 ]  |
| 1890 | 49.035    | [ 12 ] |
| 1900 | 52.193    | [ 12 ] |
| 1910 | 55.212    | [ 12 ] |
| 1925 | 67.902 2  | [ 12 ] |
| 1933 | 69.111    | [ 12 ] |
| 1939 | 77.236    | [ 12 ] |
| 1946 | 38.086    | [ 13 ] |

## Landräte
Usedom-Wollin
- 1722–1753 Erdmann Friedrich von Schwerin
- 1753–1783 Gregorius Friedrich von Schmalensee
- 1783–1807 Philipp Sigismund von Lepel
- 1807–1842 Heinrich Ernst Ludwig Karl von Flemming (1778–1852)
- 1842–1881 Hermann Ferno (1812–1895)
- 1882–1896 Kurt Detloff von Schwerin (1853–1908)
- 1896–1901 Richard von Puttkamer
- 1901–1913 Adolf von Bötticher
- 1913–1921 Richard von Puttkamer (1867–1953)
- 1921–1929 Hunger
- 1929–1933 Wilhelm Heller
- 1933–1934 Lange
- 1934–1945 Helmut Flörke

Usedom
- 1946–1948 Werner Jöhren
- 1948–1949 Karl Schwarz
- 1950–9999 Erich Wächter

## Kommunalverfassung
Der Kreis Usedom-Wollin gliederte sich in die Städte Swinemünde, Usedom und Wollin, in Landgemeinden und – bis zu deren nahezu vollständiger Auflösung im Jahre 1928 – in Gutsbezirke. Mit Einführung des preußischen Gemeindeverfassungsgesetzes vom 15. Dezember 1933 gab es ab dem 1. Januar 1934 eine einheitliche Kommunalverfassung für alle preußischen Gemeinden. Mit Einführung der Deutschen Gemeindeordnung vom 30. Januar 1935 trat zum 1. April 1935 im Deutschen Reich eine einheitliche Kommunalverfassung in Kraft, wonach die bisherigen Landgemeinden nun als Gemeinden bezeichnet wurden. Zum 1. Januar 1940 wurde im Nordwestzipfel der Insel Usedom der Heeresgutsbezirk Peenemünde errichtet. Eine neue Kreisverfassung wurde nicht mehr geschaffen; es galt weiterhin die Kreisordnung für die Provinzen Ost- und Westpreußen, Brandenburg, Pommern, Schlesien und Sachsen vom 19. März 1881.

## Städte und Gemeinden

### Stand 1939

#### Insel Usedom
| - Ahlbeck, Seebad - Amtswiek - Balm - Bannemin - Bansin, Dorf - Bansin, Seebad - Benz - Bossin - Dargen - Garz - Gellenthin - Gneventhin - Görke - Gothen - Grüssow - Gummlin | - Heringsdorf - Kamminke - Karlshagen - Karnin - Kaseburg - Katschow - Korswandt - Koserow - Krummin - Liepe - Loddin - Lütow - Mahlzow - Mellenthin - Mölschow - Morgenitz | - Neeberg - Neppermin - Neuhof, Seebad - Neverow - Paske - Peenemünde - Prätenow - Pudagla - Quilitz - Rankwitz - Reestow - Reetzow - Sallenthin - Sauzin - Sellin - Stoben | - Stolpe - Suckow - Swinemünde, Stadt - Trassenheide - Ückeritz - Ulrichshorst - Usedom, Stadt - Warthe - Welzin - Wolgasterfähre - Zecherin im Usedomer Winkel - Zecherin im Wolgaster Ort - Zempin - Zinnowitz - Zirchow |

#### Insel Wollin
| - Dannenberg - Dargebanz - Darsewitz - Groß Mokratz - Heidebrink - Jarmbow - Karzig | - Klein Mokratz - Kodram - Kolzow - Körtenthin - Lauen - Lebbin - Lüskow | - Misdroy - Neuendorf/Wollin - Plötzin - Pritter - Reckow - Rehberg - Soldemin | - Tonnin - Warnow - West Dievenow - Wollin, Stadt - Wollmirstädt - Zirzlaff - Zünz |

Zum Kreis gehörten außerdem
- Forst-Gutsbezirk Friedrichsthal
- Forst-Gutsbezirk Misdroy
- Haffanteil auf Usedom-Wollin
- Heeresgutsbezirk Peenemünde, seit 1940

### Vor 1939 aufgelöste Gemeinden
- Kalkofen, 1937 zu Lebbin
- Neu Tonnin, 1919 zu Tonnin
- Ostswine, 1939 zu Swinemünde
- Stengow, 1937 zu Lebbin
- Swantuß, in den 1930er Jahren zu Kolzow
- Vietzig, 1937 zu Lebbin
- Westswine, 1902 zu Swinemünde

### Namensänderungen
Das anlautende C wurde 1937 in den folgenden Ortsnamen ersetzt:
- Camminke → Kamminke
- Caseburg → Kaseburg
- Catschow → Katschow
- Codram → Kodram
- Cörtenthin → Körtenthin
- Corswandt → Korswandt
- Crummin → Krummin
- Neu Codram → Neu Kodram

## Amtsbezirke 1932
Die Landgemeinden des Kreises waren 1932 in 22 Amtsbezirke gegliedert:
| - Amtsbezirk Ahlbeck (Seebad) - Amtsbezirk Bansin - Amtsbezirk Chinnow - Amtsbezirk Dargen - Amtsbezirk Friedrichsthal - Amtsbezirk Groß Mokratz - Amtsbezirk Haff - Amtsbezirk Kodram - Amtsbezirk Krienke - Amtsbezirk Krummin - Amtsbezirk Lebbin | - Amtsbezirk Mellenthin - Amtsbezirk Misdroy - Amtsbezirk Neuendorf a. d. Insel Usedom - Amtsbezirk Ostswine - Amtsbezirk Peenemünde - Amtsbezirk Pudagla - Amtsbezirk Seebad Heringsdorf - Amtsbezirk Wartow - Amtsbezirk Wilhelmshof - Amtsbezirk Zinnowitz - Amtsbezirk Ückeritz |

Die drei Städte des Kreises waren amtsfrei.